# Фігейренсе
Футбольний клуб «Фігейренсе» або просто «Фігейренсе» (порт. Figueirense Futebol Clube) — бразильський футбольний клуб з міста Флоріанополіс, штат Санта-Катаріна. В даний час виступає в Серії C — третьому дивізіоні чемпіонату Бразилії.
Заснований 12 червня 1921 року в центрі міста Флоріанополіс, другий найстаріший футбольний клуб штату Санта-Катаріна, який і нині існує. Через кілька десятиліть «Фігейренсе» переїхав на материкову частину Флоріанополіса, в районі протоки, де клуб збудував стадіон «Орландо Скарпеллі». У 30-ті роки клуб досяг свого найбільшого успіху, вигравши Лігу Катаріненсе п'ять разів поспіль. Після тривалого періоду без участі в національних чемпіонатах в 50-их та 60-их роках, «Фігейренсе» повернувся до національного чемпіонату в період з 1972 по 1974 роках, в цей же період клуб вперше дебютував у вищому дивізіоні Бразильського чемпіонату. Тривалий час команда не виступала в вищих дивізіонах бразильського чемпіонату, але на початку XXI століття вона повернулася до Серії A та в 2007 року стала фіналістом Кубка Бразилії. В 2014 році команда знову повернулася до Серії A, але вже через рік знову покинула вищий дивізіон.
«Фігейренсе» також належить до числа найуспішніших клубів штату Санта-Катаріна, 17-кратний переможець Ліги Катаріненсе та клуб з цього штату, який провів найбільшу кількість сезонів у вищому дивізіоні бразильського чемпіонату. «Фігейренсе» має також найтривалішу безпрограшну серію серед команд зі штату Санта-Катаріна в Серії А, 14 матчів у сезоні 2011 року.
Серед футбольних клубів штату Санта-Катаріна «Фігейренсе» має найбільшу кількість виступів у Кубку Бразилії та в Південноамериканському кубку.
Належить до числа найвідоміших футбольних клубів штату Санта-Катаріна, разом з «Аваї», «Крісіумою», «Жоїнвіл» та «Шапекоенсе». «Фігейренсе» має тривале й принципове протистояння з «Аваї», яке отримало назву «Флоріанополіське Ель-Класико».

## Історія

### Заснування та 1920-ті роки
Ідея створення спортивного клубу належала молодому спортсмену на ім'я Жорже Альбіну Рамуш. Наступним його кроком став пошук однодумців серед власних друзів. Бальбіну Фелісбіну да Сільва, Домінгуш Жоакім Велозу та Жоау Савас Сірідакіс підтримали цю ідею.
Назву «Фігейренсе» для нового клубу запропонував Жоау Савас Сірідакіс. Цю пропозицію підтримали всі, оскільки більшість засідань, які стосувалися створення нового спортивного клуб, проходили в селищі Фігейра, яке розташовувалося в безпосередній близькості від вулиць Консельєйру Мафре, Падру Рома і інших околиць.
12 червня 1921 року вважається датою заснування клубу. Будинок, в якому приймалося рішення про заснування клубу розташовувалася на вулиці Педру Рома. Перше керівництво клубу складалося з: президента — Жоан душ Пассуш Шав'єр, віце-президента — Гелеодору Вентура, перший секретар — Бальбіну Фелісбіну да Сілва, другий секретар — Хорхе Фелісбіну да Сілва, перший казначей — Жорже Альбіну Рамуш, заступник секретаря — Жорже Араужу Фігейреду, прес-секретар — Траяну Маргаріду, начальник служби безпеки — Хігіну Людовіку да Сілва. Більшість висловилася за те, щоб клубними кольорами стали білий та чорний.
Засновниками були: Альберту Моріц, Агенор Дутра, Бальбіну Фельсбіну да Сілва, Бруну Жозе Вентура, Карлуш Гоноріу да Сілва, Даріу Сілва, Ділжидіу Дутра Філью, Домінгуш Велозу, Гелеодору Вентура, Гіжину Людовіву да Сілва, Жоан душ Пассуш Шав'єр, Жоан Лобу, Жоан Савас Сірідакіс, Жоан Соареш, Жоакім Мануель Фрага, Жорже Альбіну Рамуш, Жорже Сілва, Леопольду Сілва, Мануель Наронья, Мануель Шав'єр, Педру Франсішку Невеш, Педру Шав'єр, Раймунду Насіменту, Траяну Маргаріду, Валфріду Сільва та Віссеш Карлуш Толентіну.

### 1930-ті роки
1930-ті роки увійшли в історії клубу як десятиліття з найбільшою кількістю чемпіонських титулів. В 1932 році «Фігейренсе» виграв усі турніри, в яких брав участь: головний чемпіонат Ліги Катаріненсе, чемпіонат міста Флоріанополіс та національний чемпіонат. В 1933 році клуб знову став переможцем чемпіонату міста. В 1935 році команда знову стає переможцем чемпіонату міста та національного чемпіонату, а в 1936 році виграє чемпіонат штату. В 1937 та 1939 роках «Фігейренсе» знову тріумфує в чемпіонатах міста та штату.
В усіх цих матчах на полі був легендарний гравець клубу 1930-их років Карлуш Морітц, яке мав прізвисько Каліку. Крім того, цей футболіст став рекордсменом клубу за кількістю здобутих трофеїв та найкращим бомбардиром команди в історії.
У фінальному матчі чемпіонату штату в 1939 році «Фігейренсе» з рахунком 5:3 переміг «Пері Ферроваріу» (Мафра), у складі «Фігейренсе» в тому поєдинку виступали чотири рідних брати. Це були брати Морітц: Каліку, Десіу, Неріу та Сідней.

### 1940-ві роки
1940-ві роки стали також успішними для «альвінегру», в цей час за нею закріплюються прізвиська «esquadrão de aço» («Залізна команда») та «furacão do estreito».
В 1941 році команда знову повторила подвиг 1932 року, ставши переможцями одразу трьох турнірів: головний чемпіонат Ліги Катаріненсе, чемпіонат міста Флоріанополіс та національний чемпіонат.
У 1947, 1948 та 1949 роках «Фігейренсе» ставав переможцем чемпіонату міста Флоріанополіс.
28 жовтня 1935 року бізнесмен і спортсмен Орланду Скарпеллі, під час свого перебування на посаді президента клубу, офіційно подарував «Фігейренсе» земельну ділянку, на якій сьогодні знаходиться стадіон, який носить ім'я цього президента.
У 1949 році стартувало будівництво спортивної бази «альвінегру». У вересні того ж року були випущені акції клубу, для залучення фінансових ресурсів на будівництво цієї бази.
Рік по тому, в 1948 році, розпочалося будівництво стадіону «Фігейренсе».

### 1950-ті роки
В 1950-ті роки «Фігейренсе» тричі ставав переможцем усіх трьох турнірів (1950, 1951 та 1959), п'ять разів переможцями чемпіонату міста (1950, 1954, 1955, 1958 та 1959), а також одного разу став віце-чемпіоном першості штату (1950).
Відсутність національних трофеїв та титулів була пов'язана з відсутністю належного фінансування клубу. В цей час пріорітетом для клубу було будівництво стадіону. Протягом цього періоду його будівництво набрало максимального темпу.
20 липня 1951 року «Фігейренсе» переміг свого найпринциповішого суперника, «Аваї», з рахунком 1:0 в матчі, який було присвячено увімкненню системи освітлення на «Ештадіу Адольфу Кондер». Автором історичного для клубу голу став Брауліу.
Крім цього, в 1951 році «Фігейренсе» став переможцем серії товариських матчів з футбольними клубами штату Парана, які проходили в рамках товариського турніру, Турніру Парани 1951.

### 1960-ті роки
1960-ті роки були успішними для клубу. 12 червня 1960 року, в 39-ту річницю з дня заснування клубу, відбулося часткове відкриття стадіону «Фігейренсе». На честь цієї події відбувся матч за участі однойменної команди та «Атлетіку» (Катаріненсе), який завершився нічиєю з рахунком 1:1.
«Фігейренсе» став переможцем двох Турнеуш Інісіуш (1961 та 1962) та одного розіграшу чемпіонату міста (1965). В 1961 році, ювілейному для клубу, команда ще двічі поспіль ставала переможцем чемпіонату міста, а в 1963 році втретє протягом цього десятиліття стала переможцем турніру.

### 1970-ті роки
У 1970 році, адміністратор Жозе Нілтон Шпоганич, став знаковою персоною для клубу, включивши в логотип клубу Фікус (пол. Figueira).
В 1973 році «Фігейренсе» став переможцем Ліги Катаріненсе.
15 серпня 1973 року відбулася товариська гра проти «Віторії», з міста Баїя, на честь завершення робіт по розширенню та модернізації стадіону Орланду Скарпеллі, завдяки чому клуб отримав змогу проводити домашні матчі національного чемпіонату на цьому стадіоні.
У 1970-их роках «Фігейренсе» виграв два титули переможця національних змагань (1972 та 1974), і в 1975 році отримав звання найсильнішого клубу бразильського чемпіонату зі штату Санта-Катаріна, дійшовши до другого етапу чемпіонату Бразилії та посівши 21-ше місце.

### 1980-ті роки
Протягом наступного десятиліття команда вдруге стала переможцем чемпіонату штату (1983), здобула Кубки Мані Гаррінчі (Перше коло Ліги Катаріненсе 1983 року) та Хосе Леала Мейреллеша (Друге коло Ліги Катаріненсе 1985 року). В 1987 році команда перемогла в другому дивізіоні чемпіонату штату Санта-Катаріна, в 80-их роках у команді виступав Албенір, справжня легенда клубу.
У 1985 році «Фігейренсе» приймав у часть в Бронзовому кубку, й досяг одного з найкращих результатів у цьому турнірі, вийшовши до фінальної трійки й посівши підсумкове 3-тє місце.

### 1990-ті роки
Після віце-чемпіонства в 1993 році, «Фігейренсе» став переможцем Ліги Катаріненсе в 1994 році.
В 1995 році клуб став переможцем Турнеу Меркосул, перемігши «Жоїнвіль».
В 1999 році, коли клуб вже почав використовувати нову модель управління, яка спиралася на створення сучасної інфраструктури та адміністрування, Жозе Карлуш да Сілва почав вести переговори про придбання кваліфікованого гравця центру поля, Родрігу Фернандеша Вателе. Того ж року «Фігейренсе» здобув свій 10-ий титул переможця Ліги Катаріненсе, перемігши в фінальному матчі «Аваї».
У 1999 році Асоціація друзів Фігейренсе придбала земельну ділянку для побудови футбольної бази «Фігейренсе», в муніципалітеті Пальоса, за 20 км від стадіону Орланду Скарпеллі.

### 2000-ні роки
У червні 2000 року під час святкування 79-річчя від дня заснування клубу, клуб розпочав перший етап робіт в Центрі по підготовці кадрів і професійної підготовки Камбірела (CT).
У 2001 році «Фігейренсе» вдало виступив у бразильській Серії B, посівши 2-ге місце в чемпіонаті.
У 2002 році виграв свій 11-ий титул чемпіонат штату Санта-Катаріна і дебютував в Серії А, клуб постійно підіймався вгору по турнірній таблиці у фінальній частині чемпіонату й завершив його на 17-ій позиції під керівництвом Мурісі Рамалью.
У 2003 році вдруге став чемпіоном штату. У тому ж році до команди запросили Клебера Амеріко ді Консейсау, якому дали прізвисько Клебау та центрфорварда Еваїра.
У 2004 році півзахисники Сержіу Мануел та Фернандеш утворили результативний тандем в національному чемпіонаті й під керівництвом Дорівала Жуніура втретє виграли чемпіонат штату Санта-Катаріна.
У 2005 році поряд з іншими реформами та модернізаціями, які здійснювалися протягом останнього десятиліття, навколо футбольного поля на стадіоні «Орланду Скарпеллі» були розміщені індивідуальні сидіння. На чолі з Аділсоном Батіштою клуб здійснив серйозне підсилення, запросивши легендарного бразильського футболіста Едмундо.
У 2006 році клуб виграв чемпіонат штату Санта-Катаріна з історичною перемогою з рахунком 3:0 наж «Жоїнвілем» і отримав найкращий результат клубу зі штату Санта-Катаріна в історії проведення національного чемпіонату, 7-му позицію (до сих пір, враховуючи, що в 2009 році, «Аваї» перевершив це досягнення і завершив чемпіонат на 6-му місці, з тією ж кількістю очок і перемог, що й «Фігейренсе» в 2006 році).
У 2007 році «Фігейренсе» вийшов у фінал Кубка Бразилії, але програв вирішальну гру на стадіоні «Орланду Скарпеллі» 0:1, після нічиєї з рахунком 1:1 з «Флуміненсе» в Ріо-де-Жанейро.
У 2008 році клуб у першому колі чемпіонату штату Санта-Катаріна був непереможним і другий раунд провів розслаблено, вважаючи, що вже забезпечив собі вихід до фіналу, але програв матчі зі своїми прямими конкурентами, які мали вирішальне значення, і не забезпечив себе черговим титулом заздалегідь. У фіналі зустрівся з «Крісіумою», вигравши у себе вдома першу гру з рахунком 1:0, тому в матчі-відповіді «Фігейренсе» вистачило б і нічиєї. У другому матчі «Фігейренсе» програвав з рахунком 1:3, але зміг перевести гру в овертайм, в якому переміг з рахунком 1:0 і вже вшосте за останні 9 років став переможцем чемпіонату штату, але вперше підняв чемпіонський кубок на стадіоні свого суперника. За підсумками сезону команда вилетіла до Серії B. Того ж року команда виграла Молодіжний футбольний кубок Сан-Паулу, перемігши «Ріу-Бранку» з рахунком 2:0.
У 2009 році «Фігейренсе» боровся за повернення до вищого дивізіону національного чемпіонату, але в підсумку посів лише 6-те місце.

### 2010-ті роки
В сезоні 2010 року команда посіла 3-тє місце в Лізі Катаріненсе. Завдяки успішному сезону в бразильській Серії В того ж року, клубу вдалося повернутися до вищого дивізіону бразильського футболу, вигравши 13 листопада 2010 року у клубу «Байя», завдяки чому випередив свого конкурента на одну позицію, посівши п'яте місце, яке й дозволяло повернутися до Серії А. В останньому ж турі «Фігейренсе» з рахунком 4:2 переміг «Парану», завдяки чому повторив успіх 2001 року, ставши віце-чемпіоном бразильської Серії B. 19 червня 2010 року Фернандеш, відомий як Каліку, провів прощальний матч у футболці «Фігейренсе», до початку цього поєдинку в футболці клубу він відзначився 94-ма голами. Це був поєдинок Кубку штату Санта-Катаріна, в якому «Фігейренсе» переміг з рахунком 6:1 «Імбітубу», при чому автором п'яти голів був саме Каліку, який, таким чином, з 99-ма голами завершив свої виступи в команді.
У 2011 році «Фігейренсе» під керівництвом Жоржиньйо провів один з найуспішніших сезонів в історії виступів у вищому дивізіоні бразильського чемпіонату, посівши 7-ме підсумкове місце з 58-ми набраними очками.
Але 2012 рік став одним з найгірших в історії клубу, спочатку «Фігейренсе» поступився в фіналі Ліги Катаріненсе своєму найпринциповішому супернику, Аваї, а потім і вилетів до бразильської Серії B.
У 2013 році «Фігейренсе» повернувся в еліту бразильського чемпіонату, станом на 30 листопада 2013 року посідав 4-те місце, після нічиєї з рахунком 1:1 проти «Брагантіно» з Браганси-Паулісти, ставши першими з клубу 13, які після підвищення вже в наступному році вилетіли до нижчого дивізіону.
13 квітня 2014 року на стадіоні Орланду Скарпеллі «Фігейренсе» виграв свій 16-ий титул переможця Ліги Катаріненсе, перемігши в фіналі «Жоїнвіль» з рахунком 2:1. У тому ж році з 47-ма набраними очками команда посіла 13-те місце в бразильській Серії А, ставши найкращою командою в національному чемпіонаті серед 3-ох інших представників штату Санта-Катаріна й забезпечила собі місце в Серії А на наступний сезон.
Сезон 2015 року для альвінегру в Лізі Катаріненсе був дуже успішним, команда лише в 3 поєдинках зазнала поразки і, як підсумок, вийшла до фіналу турніру. Суперником «Фігейренсе» у гексаколоніальному фіналі був «Жоїнвіль», перша гра якого відбулася на виїзді й альвінегру отримали проблему «голу на виїзді». Другий матч завершився з рахунком 0:0, і, таким чином, «Жоїнвіль» став переможцем. Однак через залучення до матчу Андре Кробеля, який не відсидів дискваліфікацію, що він отримав у поєдинку проти «Метрополітану», з «Жоїнвіля» було знято 4 очки, а це означало втрату титулу переможця чемпіонату штату та його перехід до «Фігейренсе». «Жоїнвіль» подав апеляцію на це рішення Спортивного суду, але суд знову проголосував за покарання. Зрештою, і після цього «Жоїнвіль» не зупинився та подав апеляцію до Верховного спортивного суду Бразилії, який виніс остаточне рішення, за яким очковий штраф залишився чинним, а переможцем Ліги Катаріненсе залишився «Фігейренсе». Завдяки цій перемозі «Фігейренсе» став найтитулованішим клубом країни, тепер в його активі було 17 титулів, в той час як у найближчого переслідувача, «Аваї», було в активі 16 титулів.
Крім того, в 2015 році «альвінегру» вдалося дістатися 1/4 фіналу кубку Бразилії, в якому вони поступилися «Сантосу». У Серії А «Фігейренсе» з 43-ма набраними очками фінішував на 16-му місці, забезпечивши тим самим своє перебування в еліту бразильського футболу на наступний сезон, в той же час їх найпринциповіший суперник «Аваї» вилетів до Серії B.
У 2016 році «Фігейренсе» посів 4-те місце в Лізі Катаріненсе, в першому груповому раунді найвищого дивізіону бразильського чемпіонату 2016 року посів 6-те місце в своїй групі, у Південноамериканському кубку команда поступилася в другому раунді «Фламенго», а в кубку Бразилії «Фігейренсе» вилетів у третьому раунді, поступившись «Понте-Преті». В Серії A посів 18-те місце, через що сезон 2017 року клуб розпочав у Серії B.

## Стадіон

### Орланду Скарпеллі
«Ештадіу Орланду Скарпеллі», який належить «Фігейренсе», знаходиться в найбільш густозаселеному районі в безпосередній близькості до столичного регіону Флоріанополіс, вважається містом з одним з найвищим рівнем життя серед столиць бразильських штатів. Проте в районах, які межують в безпосередній близькості до стадіону (Абраау, Бом Абрігу, Капоейраш, Кокуейруш та Ітагуачу) проживають усього 12 % населення Флоріанополіса. Окрім мещканців центральних районів острова Санта-Катаріна, решта населення Флоріанополіса становить близько 35 % від його загальної кількості.
Стадіон розташований на відстані 1 км від пожежної служби, батальйону військової поліції та лікарні міста Флоріанополіс. З 1999 року на ньому постійно відбувалася модернізація й з'явилися нові об'єкти у власності клубу. З'явилися нові роздягальні для команд, відремонтовано паркани, встановлено систему електронних турнікетів з таксофонними картами доступу, нові ванні кімнати, відремонтовано бари, модернізовано систему освітлення, побудовані нові підтрибунні приміщення, встановлено 20000 пронумерованих місць у всіх секторах, постелено новий газон з автоматичним зрошенням та дренажем, і це лише деякі з виконаних робіт.
У 2002 році клубний стадіон за версією журналу «Revista Placar» отримав звання «Бразильський Котел», оскільки команда в 49 % зіграних на ньому матчів здобувала перемогу.
У березні 2007 року Діаріу Лансі сформував рейтинг бразильських стадіонів, відповідно до чинних вимог ФІФА. У цьому рейтингу стадіон «Орланду Скарпеллі» посів високе 10-те місце серед 24-ох спортивних споруд, при чому серед приватних стадіонів доашня арена «Фігейренсе» посіла третє місце.
Кращими, ніж у Фігейренсе, були визнані лише стадіони «Арена да Байшада» («Атлетіку Паранаенсе»), «Бейра-Ріу» («Інтернасьйонал») та «Морумбі» («Сан-Паулу»), в той же час як «Коуту Перейра» («Корітіба») мав однаковий рейтинг. Решта ж належали державі: «Олімпійський стадіон Жоао Авеланжа» («Ріо-де-Жанейро»), «Маракана» (Ріо-де-Жанейро), «Мінейрау» (Белу-Оризонті), «Рауліну Олівейра» (Вольта Редонда), «Серра Дурада» (Гоянія) та «Мангейрау» (Белен).
У 2008 році те ж самк видання, Діаріу Лансі, опублікувало новий рейтинг футбольних стадіонів країни, але цього разу врахувало зауваження футбольних уболівальників. У оновленому рейтингу стадіон «Орланду Скарпеллі» посів третє місце, набравши 6,5 балів, і поступився лише «Арені да Байшада» (6,9) та «Енженьяну» (6,7).
У 2016 році стадіон зазнав чергової модернізації, зокрема були оновлені місця для сидіння та трибуни загалом, також було замінено дротову огорожу на скляні щити, висотою приблизно 1,8 м, ці зміни були затверджені Військовою поліцією та Відділом пожежної охорони.

### Навчальна та тренувальна база
Центр по навчанню та підготовці гравців Камбірела був відкритий в серпні 2000 року і є одним з найважливіших місць підготовки гравців для команди. Цікаво, що землю під будівництво придбало Товариство друзів Фігейренсе (ASFIG), яке й передало команді цю землю для будівництва. Один з найбільших спортивних комплексів країни розташований біля підніжжя гори Камбірела, на відстані 20 км від центру Флоріанополіса.
На площі 65 000 метрів квадратних, яку займає ЦФТ Фігейренсе, здійснюється підготовка молодих спортсменів різних видів спорту та різних вікових категорій. Окрім звичайної роботи різних спортивних секцій, навчальний і тренувальний центр Камбірела також приймає офіційні матчі основних видів спорту, які проводяться починаючи з муніципального і завершуючи національним рівнем.
Навчальний та тренувальний центр складається з 4-ох полів, одного унікального поля для тренування воротарів, 1 поле для пляжного футболу, 3 роздягальні, тренажерний зал, пральню, громадський центр, прес-центр, кімнату фізіотерапії, медичний центр та кімната для техніки.

### Проект «Арени Фігейренсе»
6 березня 2012 року «Фігейренсе» оприлюднила проект побудови нового стадіону, який мав з'явитися на місті «Ештадіу Орланду Скарпеллі». Знадобилося два роки, щоб узгодити найменші його деталі з Радою Директорів.
Новий стадіон буде водночас сучасний та скромний. Можна сміливо стверджувати, що він буде повністю відповідати вимогам ФІФА й будуватиметься виключно на кошти приватних інвесторів, без допомоги державного бюджету. Проект було розроблено ретельно, щоб не нашкодити навколишньому середовищу, здійснювати будівництво на території стадіоні «Орланду Скарпеллі» із застосуванням будівельних матеріалів, які були виявлені на території штату. Вартість проекту оцінюється в суму приблизно в 300 мільйонів доларів, ці кошти будуть залучатися від приватних інвесторів.
Проект було розроблено Allianz Sports, яка займається будівництвом у південному регіоні, щоб побудувати багатофункціональну спортивну споруду (зі спортивними та концертними майданчиками) та торговий центр.
Наразі головною метою клубу є завершення пошуку інвесторів та початок будівництва, яке має тривати протягом двох років. Стадіон «Орланду Скарпеллі» мав бути повністю демонтований, а на його місці побудовано новий стадіон у муніципалітеті Сан-Жозе, як запасний варіант керівництво клубу має земельну ділянку в муніципалітеті Пальоса.

## Еволюція логотипу
| Еволюція клубного логотипу Фігейренсе | Еволюція клубного логотипу Фігейренсе | Еволюція клубного логотипу Фігейренсе | Еволюція клубного логотипу Фігейренсе | Еволюція клубного логотипу Фігейренсе | Еволюція клубного логотипу Фігейренсе | Еволюція клубного логотипу Фігейренсе | Еволюція клубного логотипу Фігейренсе |
| 1921 — 1924                           | 1924 — 1950                           | 1950 — 1960                           | 1960 — 1970                           | 1970 — 1979                           | 1979 — 1996                           | Теперішній                            |                                       |
| ------------------------------------- | ------------------------------------- | ------------------------------------- | ------------------------------------- | ------------------------------------- | ------------------------------------- | ------------------------------------- | ------------------------------------- |

## Досягнення
| Континентальні | Континентальні                                               | Континентальні | Континентальні                                                                                         |
|                | Змагання                                                     | Титулів        | Сезони                                                                                                 |
| -------------- | ------------------------------------------------------------ | -------------- | --- |
|                | Турнір Меркосул                                              | 1              | 1995                                                                                                   |
| Міжштатні      |                                                              |                | |
|                | Змагання                                                     | Титули         | Сезони                                                                                                 |
| Парана         | Турнір Паранагуа                                             | 1              | 1951                                                                                                   |
| Штатні         |                                                              |                | |
|                | Змагання                                                     | Титули         | Сезони                                                                                                 |
| Санта-Катаріна | Ліга Катаріненсе                                             | 17             | 1932, 1935, 1936, 1937, 1939, 1941, 1972, 1974, 1994, 1999, 2002, 2003, 2004, 2006, 2008, 2014 та 2015 |
| Санта-Катаріна | Суперліга Катаріненсе                                        | 1              | 1996                                                                                                   |
| Санта-Катаріна | Кубок Санта-Катаріна                                         | 2              | 1990 та 1996                                                                                           |
| Санта-Катаріна | Кубок Санта-Катаріни з футболу                               | 1              | 1986                                                                                                   |
| Санта-Катаріна | Головна Ліга Катаріненсе                                     | 1              | 1924                                                                                                   |
| Муніципальні   |                                                              |                | |
|                | Змагання                                                     | Титули         | Сезони                                                                                                 |
|                | Головний турнір Флоріанополіса                               | 12             | 1924, 1927, 1932, 1941, 1947, 1948, 1949, 1950, 1951, 1959, 1961 e 1962                                |
|                | Чемпіонат Міста Флоріанополіса                               | 13             | 1932, 1933, 1935, 1936, 1937, 1939, 1941, 1950, 1954, 1955, 1958, 1959 та 1965                         |
|                | Турнір Асоціації спортивних журналістів штату Санта-Катаріна | 1              | 1947                                                                                                   |

 Неперможний чемпіонат

### Інші досягнення
- Кубок Адебрала Рамуша да Сільви: 2014 e 2015
- Кубок Жозе Карлуша Безерри: 2012
- Кубок до 35-річчя створення Військової Поліції: 2012
- Трофей Гуаружа: 1996
- Трофей Понте Ерсіліу Луж: 1995
- Трофей Міста Флоріанополіса: 1992
- Кубок Жозе Мейреллеша: 1985
- Кубок Мані Гаррінчі: 1983
- Кубок Луїша Г. Ламежу: 1977
- Трофей Осні Мелью: 1968
- Трофей Альтаміру Сільвейра: 1959
- Кубок Ассемерсіу: 1933

## Статистика

### Виступи
|  | Виступи у 2017 |

| Змагання       | Змагання                    | Сезонів | Найкращий сезон             | Вперше | Востаннє | Підвищення | Пониження |
| Санта-Катаріна | Ліга Катаріненсе            | 73      | Чемпіон (17 разів)          | 1924   | 2017     |            | 1         |
| Санта-Катаріна | Серія B                     | 1       | Віце-чемпіон (1987)         | 1987   | 1987     | 1          | –         |
|                | Прімейра Ліга               | 2       | Груповий (2016)             | 2016   | 2017     |            |           |
| Бразилія       | Серія A                     | 17      | 7-ме місце (2006 та 2011)   | 1973   | 2016     |            | 3         |
| Бразилія       | Серія B                     | 10      | Віце-чемпіон (2001 та 2010) | 1980   | 2017     | 3          | –         |
| Бразилія       | Серія C                     | 8       | 3-тє місце (1996)           | 1981   | 1999     | 1          | –         |
| Бразилія       | Кубок Бразилії              | 16      | Віце-чемпіон (2007)         | 1995   | 2017     |            |           |
|                | Південноамериканський кубок | 4       | 2-ий етап (2012 та 2016)    | 2004   | 2016     |            |           |

### Статистика виступів (останні 10 сезонів)
|      | Бразилія | Бразилія | Бразилія | Бразилія | Бразилія | Бразилія | Бразилія | Бразилія | Бразилія | Бразилія       | Південна Америка | Південна Америка | Південна Америка | Південна Америка | Регіональні   | Санта-Катаріна | Санта-Катаріна |
| Рік  | Серія A  | Серія A  | Серія A  | Серія A  | Серія A  | Серія A  | Серія A  | Серія A  | Серія A  | Кубок Бразилії | Континентальні   | Континентальні   | Континентальні   | Континентальні   | Прімейра Ліга | Катаріненсе    | Катаріненсе    |
| —    | Див.     | Міс.     | Очк.     | Іг.      | В        | Н        | П        | ЗМ       | ПМ       | Макс. фаза     | Змагання         | Змагання         | Макс. фаза       | Макс. фаза       | Макс. фаза    | Див.           | Міс.           |
| 2008 | A        | 17-те    | 44       | 38       | 11       | 11       | 16       | 49       | 73       | —              | —                | —                | —                | —                |               | A              | 1-ше           |
| 2009 | B        | 6-те     | 60       | 38       | 19       | 3        | 16       | 64       | 51       | 2Ф             | —                | —                | —                | —                |               | A              | 5-те           |
| 2010 | B        | 2-ге     | 67       | 38       | 19       | 10       | 9        | 68       | 37       | —              | —                | —                | —                | —                |               | A              | 3-тє           |
| 2011 | A        | 7-ме     | 58       | 38       | 15       | 13       | 10       | 57       | 46       | —              | —                | —                | —                | —                |               | A              | 3-тє           |
| 2012 | A        | 20º      | 30       | 38       | 7        | 9        | 22       | 39       | 72       | —              | ПК               | ПК               | 2Ф               | 2Ф               |               | A              | 2-ге           |
| 2013 | B        | 4-те     | 60       | 38       | 18       | 6        | 14       | 63       | 52       | 3Ф             | —                | —                | —                | —                |               | A              | 3-тє           |
| 2014 | A        | 13-те    | 47       | 38       | 13       | 8        | 17       | 37       | 47       | 2Ф             | —                | —                | —                | —                |               | A              | 1-ше           |
| 2015 | A        | 16-те    | 43       | 38       | 11       | 10       | 17       | 36       | 50       | КвФ            | —                | —                | —                | —                |               | A              | 1-ше           |
| 2016 | A        | 18-те    | 37       | 38       | 8        | 13       | 17       | 30       | 50       | 3Ф             | ПК               | ПК               | 2Ф               | 2Ф               | Група         | A              | 4-те           |
| 2017 | B        | Виступає | Виступає | Виступає | Виступає | Виступає | Виступає | Виступає | Виступає | 1Ф             | —                | —                | —                | —                | Виступає      | A              | Ад             |

Legend:
| Чемпіон. Віце-чемпіон. Вийшов до 1/2 фіналу. | Кваліфікувався для участі у Кубку Лібертадорес завдяки успіху у Серії A. Кваліфікувався для участі у Кубок Лібертадорес завдяки успіху у Кубку Бразилії та Кубку Лібертадорес. Кваліфікувався до Південноамериканського кубку. | Вилетів до нижчого дивізіону. Кваліфікувався для участі у вищому дивізіоні. |

* У період з 2013 по 2016 рік, критерієм для кваліфікації до Південноамериканського кубку був результат у Кубку Бразилії, оскільки не було часу для виявлення учасників в іншому турнірі. Для того, щоб потрапити до Південноамериканського кубку достатнім було вийти до 1/4 фіналу Кубку Бразилії та бути одним з найкращих клубів бразильського чемпіонату (Серії A чи B) попереднього року або стати переможцем одного з регіональних турнірів (Кубку Нордесте або Кубку Верді). 

### Основні турніри
| Футбольний клуб «Фігейренсе» | Футбольний клуб «Фігейренсе» | Футбольний клуб «Фігейренсе» | Футбольний клуб «Фігейренсе» | Футбольний клуб «Фігейренсе» |
| Турнір                       | Чемпіон                      | Віце-чемпіон                 | 3-тє місце                   | 4-те мсце                    |
| ---------------------------- | ---------------------------- | ---------------------------- | ---------------------------- | ---------------------------- |
| Турнір Меркосул              | 1 (1995)                     | 0 (не має)                   | 0 (не має)                   | 0 (не має)                   |
| Кубок Бразилії               | 0 (не має)                   | 1 (2007)                     | 0 (не має)                   | 0 (не має)                   |
| Серія B (Бразилія)           | 0 (не має)                   | 2 (2001, 2010)               | 1 (1985)                     | 1 (2013)                     |
| Серія C (Бразилія)           | 0 (не має)                   | 0 (не має)                   | 1 (1996)                     | 0 (не має)                   |
| Ліга Катаріненсе             | 17 разів (востаннє 2015)     | 7 разів (востаннє 2012)      | 3 рази (востаннє 2010)       | 2 рази (2001 та 2016)        |

## Форма
- 1-ша форма: Біла футболка з чорними смугами, білі шорти та білі шкарпетки;
- 2-га форма: Чорна футболка, чорні шорти та чорні шкарпетки;

| 1-ша форма | 2-га форма |

### Форма воротаря
| 1-ша форма | 2-га форма | 3-тя форма |

### Попередні форми
- 2015

| 1-ша форма | 2-га форма | 3-тя форма |

- 2014

| 1-ша форма | 2-га форма | 3-тя форма | 4-та форма |

- 2013

| 1-ша форма | 2-га форма | 3-тя (резервна) |

- 2012

| 1-ша форма | 2-га форма | 3-тя форма |

- 2011

| 1-ша форма | 2-га форма | 3-тя форма | 4-та форма |  |

- 2010

| 1-ша форма | 2-га форма |  |

- 2009

| 1-ша форма | 2-га форма | 3-тя форма |  |

- 2008

| 1-ша форма | 2-га форма | 3-тя форма | 4-та форма |  |

- 2007

| 1-ша форма | 2-га форма | 3-тя форма |

- 2006

| 1-ша форма | 2-га форма |  |

- 2005

| 1-ша форма | 2-га форма | 3-тя форма |  |

- 2003-2004

| 1-ша форма | 2-га форма |

## Гравці

### Склад першої команди
Станом на 18 березня 2017.
| №  | Поз. | Нац.     | Гравець                                           |
| -- | ---- | -------- | ------------------------------------------------- |
| 1  | ВР   | Бразилія | Тіагу Родрігеш ді Олівейра                        |
| 2  | ЗХ   | Бразилія | Луїш Едуарду Маркеш душ Сантуш                    |
| 3  | ЗХ   | Бразилія | Маркуш Роберту да Сільва Барбоса                  |
| 4  | ЗХ   | Бразилія | Леандро Алмейда в оренді з клубу Палмейрас        |
| 5  | ПЗ   | Бразилія | Жозеїлсон Батіста дос Сантуш                      |
| 7  | НП   | Бразилія | Жозе Едуарду Бішофф ді Алмейда                    |
| 8  | ПЗ   | Бразилія | Джуліану Реал Пачеку                              |
| 9  | НП   | Бразилія | Росимар Амансіу                                   |
| 11 | НП   | Бразилія | Андерсон Ангус Аквіну                             |
| 12 | НП   | Бразилія | Еліаш дос Сантуш Буену                            |
| 16 | ЗХ   | Бразилія | Жоау Паулу Гомеш да Кошта                         |
| 17 | НП   | Бразилія | Габріель да Сільва Естевеш                        |
| 20 | ЗХ   | Бразилія | Валдер да Сілва Марсал в оренді з клубу Палмейрас |
| 21 | ПЗ   | Бразилія | Кауе Патрік дос Сантуш                            |
| 22 | ПЗ   | Бразилія | Жоау Педру Консейсау Торреш                       |
| 23 | ПЗ   | Бразилія | Елдер ді Паула Сантуш                             |

| №  | Поз. | Нац.     | Гравець                                               |
| -- | ---- | -------- | ----------------------------------------------------- |
| 25 | ВР   | Бразилія | Еллісон Машаду дос Сантуш                             |
| 27 | ПЗ   | Бразилія | Ягу Філіпе да Кошта Роша                              |
| 30 | ВР   | Бразилія | Жусемар ді Олівейра Кордейра Жуніур                   |
| 31 | ЗХ   | Бразилія | Матеуш Соужа Перейра                                  |
| 33 | ЗХ   | Бразилія | Дірсеу                                                |
| 42 | НП   | Бразилія | Густаву Ермель                                        |
| 44 | ЗХ   | Бразилія | Енріке ді Соужа Тревісан                              |
| 55 | ПЗ   | Бразилія | Денер Гонсалвеш Пінейру                               |
| 59 | ЗХ   | Бразилія | Бруну Фабіану Алвеш                                   |
| 62 | ПЗ   | Бразилія | Патрік ді Соужа Соареш                                |
| 70 | ПЗ   | Бразилія | Вевертон AАлмейда Сантуш в оренді з клубу Понте-Прета |
| 71 | ПЗ   | Бразилія | Матеуш Мартінш Фогаса ді Паулу                        |
| 76 | ЗХ   | Бразилія | Марлон Бруну Маріану ді Соужа                         |
| 85 | ВР   | Бразилія | Луїш Карлуш Далластелла                               |
| 95 | ЗХ   | Бразилія | Гільєрме Гіанотті Морассі                             |
| 98 | НП   | Бразилія | Маркуш Віціуш Феррейра Тейшейра                       |

### В оренді
| № | Поз. | Нац.     | Гравець                     |
| - | ---- | -------- | --------------------------- |
|   | ВР   | Бразилія | Луан Поллі в оренді у «Боа» |

## Спонсори
| Рік       | Головні спонсори        | Постачальники форми> |
| --------- | ----------------------- | -------------------- |
| 1983      | Decorama                |                      |
| 1986-1988 | Dimas Consorcio         |                      |
| 1989      | Florisa                 |                      |
| 1992      | Amauri                  | Malharia NSA         |
| 1993      | Casas da Agua           | Malharia NSA         |
| 1994      | Amauri                  | Malharia NSA         |
| 1995-1996 | Amauri                  | Poker                |
| 1996-1997 | Amauri                  | Pieri Sport          |
| 1998      | Rei Bingo               | Pieri Sport          |
| 1999      |                         | Umbro                |
| 2000      | Tim                     | Umbro                |
| 2001      | Amauri                  | Umbro                |
| 2002      |                         | Umbro                |
| 2003-2005 | Fame                    | Umbro                |
| 2006      | Ibagy                   | Umbro                |
| 2006-2008 | Taschibra               | Umbro                |
| 2009-2011 | Taschibra               | Fila                 |
| 2012      | Taschibra               | Penalty              |
| 2013-2014 | Caixa Econômica Federal | Penalty              |
| 2015-2016 | Caixa Econômica Federal | Lupo Sport           |
| 2017      | Caixa Econômica Federal | Adidas               |

## Відомі гравці

### Бразильці
| Національність | Ім'я                                         | Позиція   |
| -------------- | -------------------------------------------- | --------- |
| Бразилія       | Едсон Бастуш Баррето                         | ВР        |
| Бразилія       | Вілсон Родрігеш ді Моура Жуніур              | ВР        |
| Бразилія       | Клебау (Клебер Амеріку ді Консейсау)         | ЗХ        |
| Бразилія       | Марсіу Гояну                                 | ЗХ та ПЗ  |
| Бразилія       | Кашау (Хайме Кашагранде)                     | ЗХ та ЛЗ  |
| Бразилія       | Філіпе Луїс                                  | ЛЗ        |
| Бразилія       | Андре Сантос                                 | ЛЗ        |
| Бразилія       | Туліу Гуеррейру                              | ОПЗ       |
| Бразилія       | Вініціуш Еутропіу (Вініціуш Соареш Еутропіу) | ПЗ та ОПЗ |
| Бразилія       | Балдуіну (Жоау Карлуш да Сільва)             | АПЗ       |
| Бразилія       | Родрігу Фернандеш Валете                     | АПЗ       |
| Бразилія       | [Луїш Евертон Родрігеш                       | АПЗ       |
| Бразилія       | Абімаель Карвалью Феррейра                   | НП        |
| Бразилія       | Каліку(Карлуш Морітц)                        | НП        |
| Бразилія       | Генілсон Алвеш ді Олівейра                   | НП        |
| Бразилія       | Альбенеїр Маркеш Перрейра                    | НП        |
| Бразилія       | Едмундо Алвеш ді Соужа Нето                  | НП        |
| Бразилія       | Роберто Фірміно                              | НП        |

### Відомі легіонери
Станом на 22 вересня 2015 року
| Національність                  | Ім'я                             | Позиція | Рік  |
| ------------------------------- | -------------------------------- | ------- | ---- |
| Уругвай                         | Габріель Едгард Клемата          | ВР      | 1983 |
| Парагвай                        | Роберто Хуніор Фернандес         | ВР      | 2016 |
| Болівія                         | Леонардо Гарека Фернандес        | ЛЗ      | 2011 |
| Чилі                            | Роберто Серседа                  | ЛЗ      | 2014 |
| Парагвай                        | Маріу Арсеніу Лопес Сальвідар    | ЛОПЗ    | 2012 |
| Уругвай                         | Оскар Агіррегарай Акоста         | ЗХ      | 1991 |
| Південна Корея                  | Квон Джун                        | ЗХ      | 2007 |
| Аргентина                       | Аугустін Каттанео                | ЗХ      | 2010 |
| Аргентина                       | Ігнасіо Кануто                   | ЗХ      | 2012 |
| США                             | Брендон Руїз                     | ЗХ      | 2013 |
| Аргентина                       | Карлос Мартін Маццоні            | ЗХ      | 2002 |
| Уругвай                         | Хорхе Мартінес                   | АПЗ     | 1991 |
| Аргентина                       | Карлос Маццоні                   | АПЗ     | 2003 |
| Венесуела · Бразилія            | Оверат Брейтнер да Сільва Медіна | АПЗ     | 2010 |
| Парагвай                        | Вілсон Піттоні                   | АПЗ     | 2011 |
| Колумбія                        | Майкл Ортега                     | АПЗ     | 2016 |
| Екваторіальна Гвінея · Бразилія | Андре Нелеш                      | НП      | 2004 |
| Болівія · Бразилія              | Едівалду Рохас Емоза             | НП      | 2006 |
| Аргентина · Бразилія            | Карлос Фронтіні                  | НП      | 2007 |
| Аргентина                       | Настон Ада                       | НП      | 2010 |
| Аргентина                       | Мартін Лусеро                    | НП      | 2010 |
| Аргентина                       | Франко Нілл                      | НП      | 2012 |
| Уругвай                         | Себастьян Абреу                  | НП      | 2012 |
| Уругвай                         | Бруно Форнаролі                  | НП      | 2014 |

## Відомі тренери

### Тренери-іноземці
Станом на 22 вересня 2015 року
| Національність | Ім'я             | Рік  |
| -------------- | ---------------- | ---- |
| Перу           | Даріо Летона     | 1943 |
| Уругвай        | Фелікс Мано      | 1944 |
| Аргентина      | Хуан Нісе Ролан  | 1971 |
| Італія         | Раффаеле Граніті | 1997 |